# Johannes Stelling
Johannes Stelling (Hamburg, 12 mei 1877 - Berlin-Köpenick, 21/22 juni 1933) was een Duits politicus. Hij was van 1921 tot 1924 namens de SPD minister-president van de deelstaat Mecklenburg-Schwerin. Stelling werd in juni 1933 vermoord door leden van de SA.

## Levensloop
Stelling was de zoon van een kleermaker en kokkin. Na de basisschool volgde Stelling van 1892 tot 1895 een opleiding tot commercieel medewerker. In 1901 sloot zich aan bij de SPD. In datzelfde jaar verhuisde hij met zijn kersverse vrouw naar het nabijgelegen Lübeck, waar hij een baan had gevonden als redacteur van het socialistische dagblad Lübecker Volksbote.
In het jaar 1905 maakte de SPD haar opwachting in de gemeenteraad van Lübeck. Stelling was één van de vier nieuw gekozen raadsleden. Na de uitbraak van de Eerste Wereldoorlog volgde Stelling en zijn krant de lijn van de SPD, namelijk opschorting van de klassenstrijd en prioriteit geven aan het winnen van de oorlog. Hij bleef die lijn steunen, ook toen tegenstanders van oorlogsdeelname zich afsplitsten en de basis legden voor de vorming van de Kommunistische Partei Deutschlands. Vanaf 1916 was Stelling actief voor de Kriegshilfe en de  Landesversorgungsamt, organisaties die zich inzette voor het welzijn van oorlogsslachtoffers. 
Stelling steunde de Novemberrevolutie waarmee er een einde kwam aan de Duitse Keizerrijk. Stelling nam deel aan de Nationale Vergadering van Weimar in 1919-20 en zat van 1920 tot 1933, met een korte onderbreking van een aantal maanden in 1924, in de Rijksdag. Ook was hij actief in de regionale politiek. Zo was hij van 1921 tot 1924 minister-president van de deelstaat Mecklenburg-Schwerin. Binnen zijn partij werd Stelling benoemd tot het landelijke partijbestuur in de rol van secretaris. Met zijn gezin verhuisde hij naar Berlin-Köpenick. .
Na de machtsovername door de nazi's waren veel SPD-leiders gevlucht naar Praag. Stelling besloot in Berlijn te blijven en functioneerde als contactpersoon tussen de SPD-leiding in Praag en de achtergebleven SPD'ers in Duitsland. Stelling suggereerde dat de nazi's zelf achter de Rijksdagbrand van 27 februari 1933 zaten. De NSDAP greep de brand namelijk aan als excuus op de partijdemocratie in Duitsland de nek om te draaien. Die suggestie maakte de nazitop woedend. In opdracht van een SA-commandant Herbert Gehrke werd Stelling gearresteerd. In een restaurant gevuld met meer dan honderdvijftig SA'ers volgde zware mishandelingen. Een week later werd in de rivier Dahme in een met stenen gevulde zak gevonden met daarin een lichaam met meerdere kogelgaten. Identificatie bleek alleen mogelijk dankzij een trouwring en een zakdoek met daarop de naam van Stelling.
Stelling lichaam werd begraven op de begraafplaats Friedrichsfelde. In 1950 werd het herbegraven op dezelfde begraafplaats om deel uit te maken van het Herdenkingsmonument voor Socialisten. De moord op Stelling maakte deel uit van een reeks gebeurtenissen die bekend kwam te staan als de Köpenicker bloedweek. Schattingen lopen sterk uiteen, maar zeker eenentwintig tegenstanders van de nazi's, voornamelijk communisten en Joden, verloren in deze week het leven.
- Gemeinsame Normdatei: 102233810
- International Standard Name Identifier: 0000 0000 0392 4031
- Library of Congress Control Number: n2003125509
- Virtual International Authority File: 61937717
- WorldCat: E39PBJdh3jvfJqkhQ7RwyGxxDq